# مقاطعة ديكينز (تكساس)
مقاطعة ديكينز (بالإنجليزية: Dickens  County)‏ هي إحدى المقاطعات في ولاية تكساس، الولايات المتحدة الأمريكية، يبلغ عدد سكانها 2,444 نسمة طبقا لإحصاء عام 2010 .

موقع المقاطعة في ولاية تكساس